# 靈山大學站
靈山大學站（：／ Yeongsandae yeok */?）是釜山地鐵4號線沿線的一座高架車站，位於韓國釜山廣域市海雲臺區盤松洞，韓語副站名為「下盤松」（아랫반송）。

## 車站結構
站體為1面2線島式月台的高架車站，候車月台設有月台幕門，並有3處出口。

### 月台配置
| 石坮 ↑   |
| 下 上 \| |
| ↓ 上盤松 |

| 月台 | 路線               | 目的地                                 |
| ---- | ------------------ | -------------------------------------- |
| 上行 | ●釜山都市铁道4号线 | 盤如農產品市場、忠烈祠、東萊、美南方向 |
| 下行 | ●釜山都市铁道4号线 | 上盤松、古村、安平方向                 |

## 歷史
- 2011年3月30日：落成啟用。

## 車站周邊
- 靈山大學（朝鲜语：영산대학교）海雲臺校區
- 盤松市場
- 盤松小巷市場
- 釜山市立盤松圖書館
- 盤松洞郵局
- 盤石派出所
- 盤松中學
- 靈山高校
- 釜山銀行盤松洞分行

## 圖片

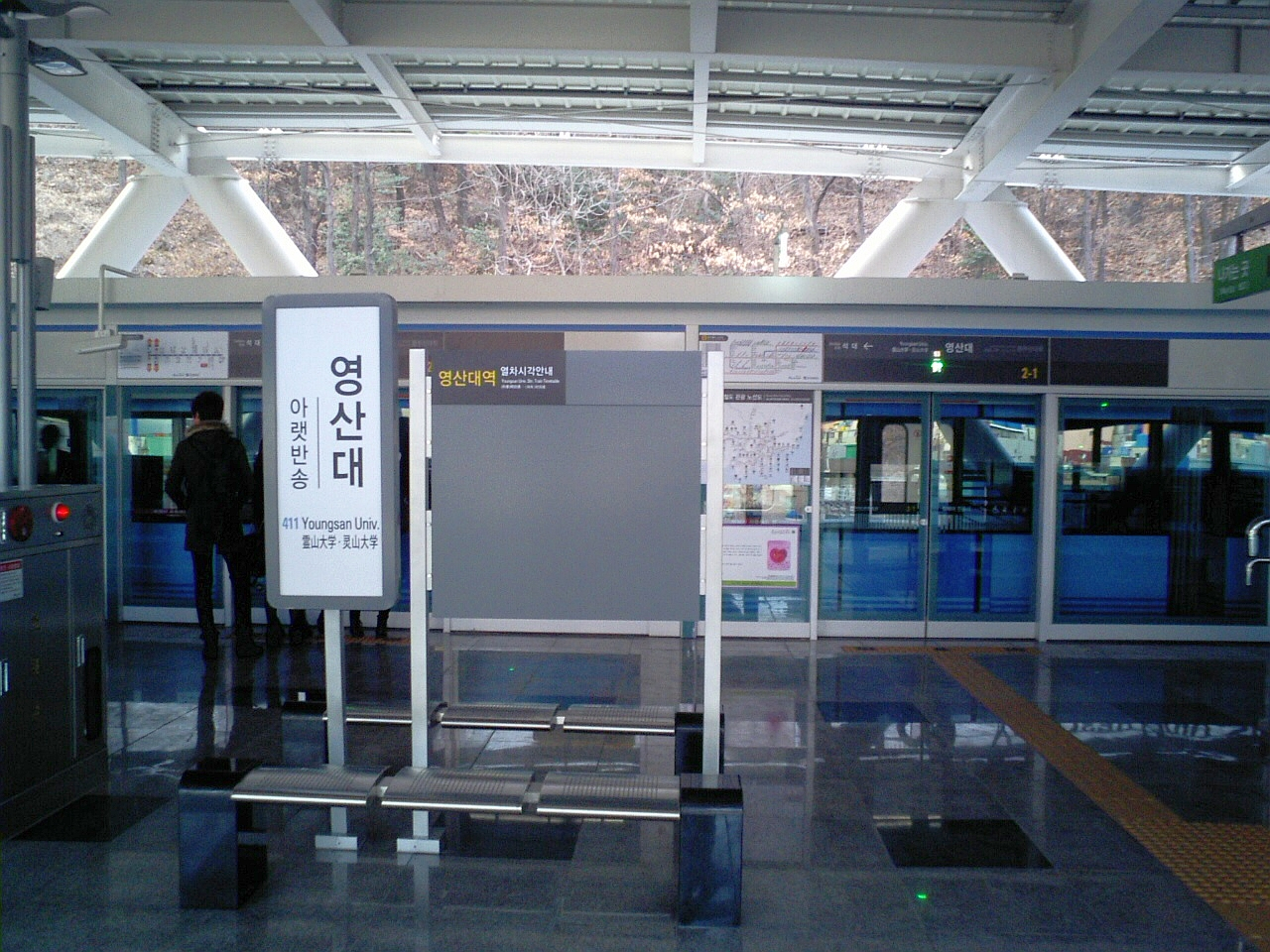
月台站牌
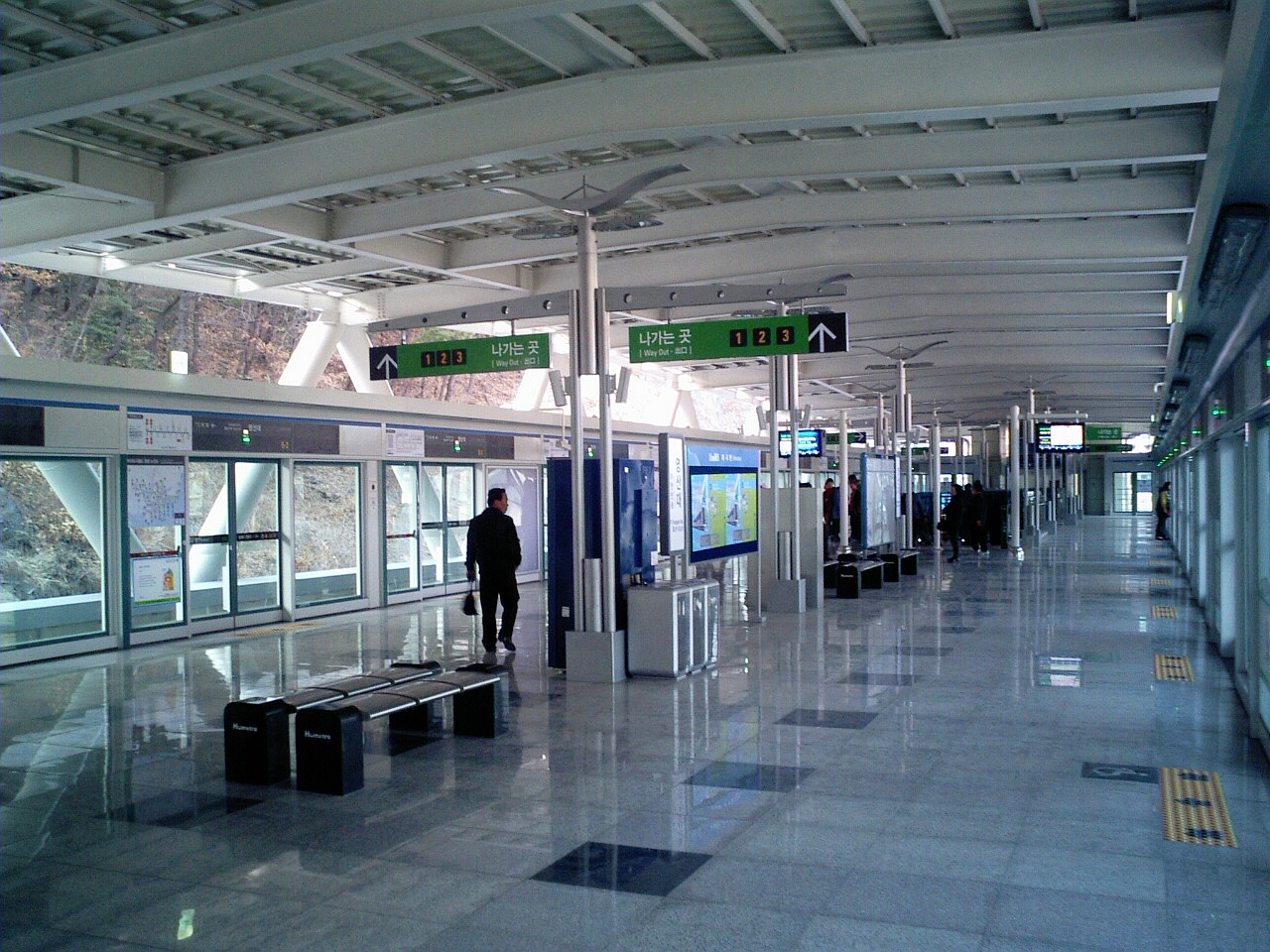
候車月台
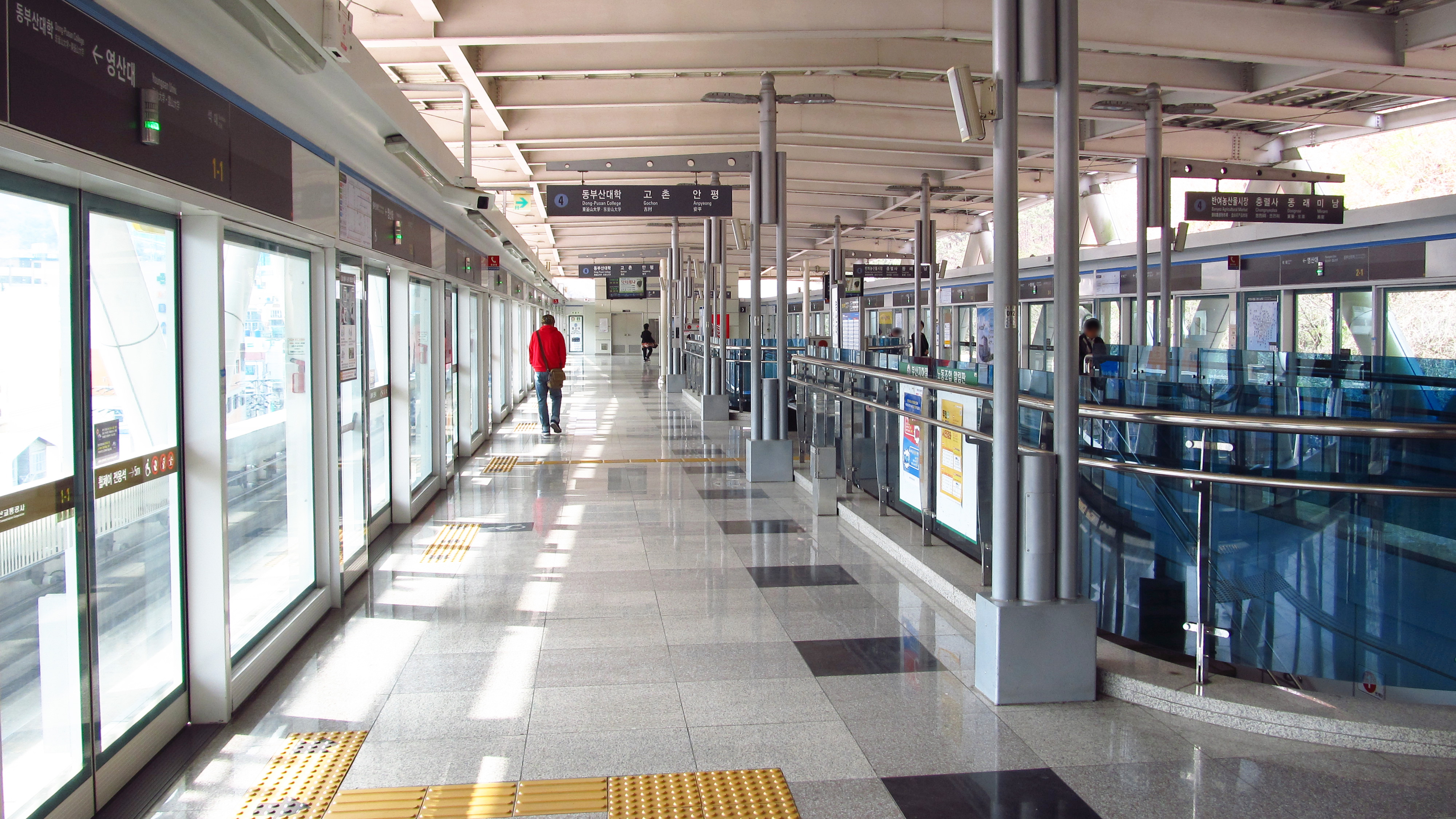
候車月台
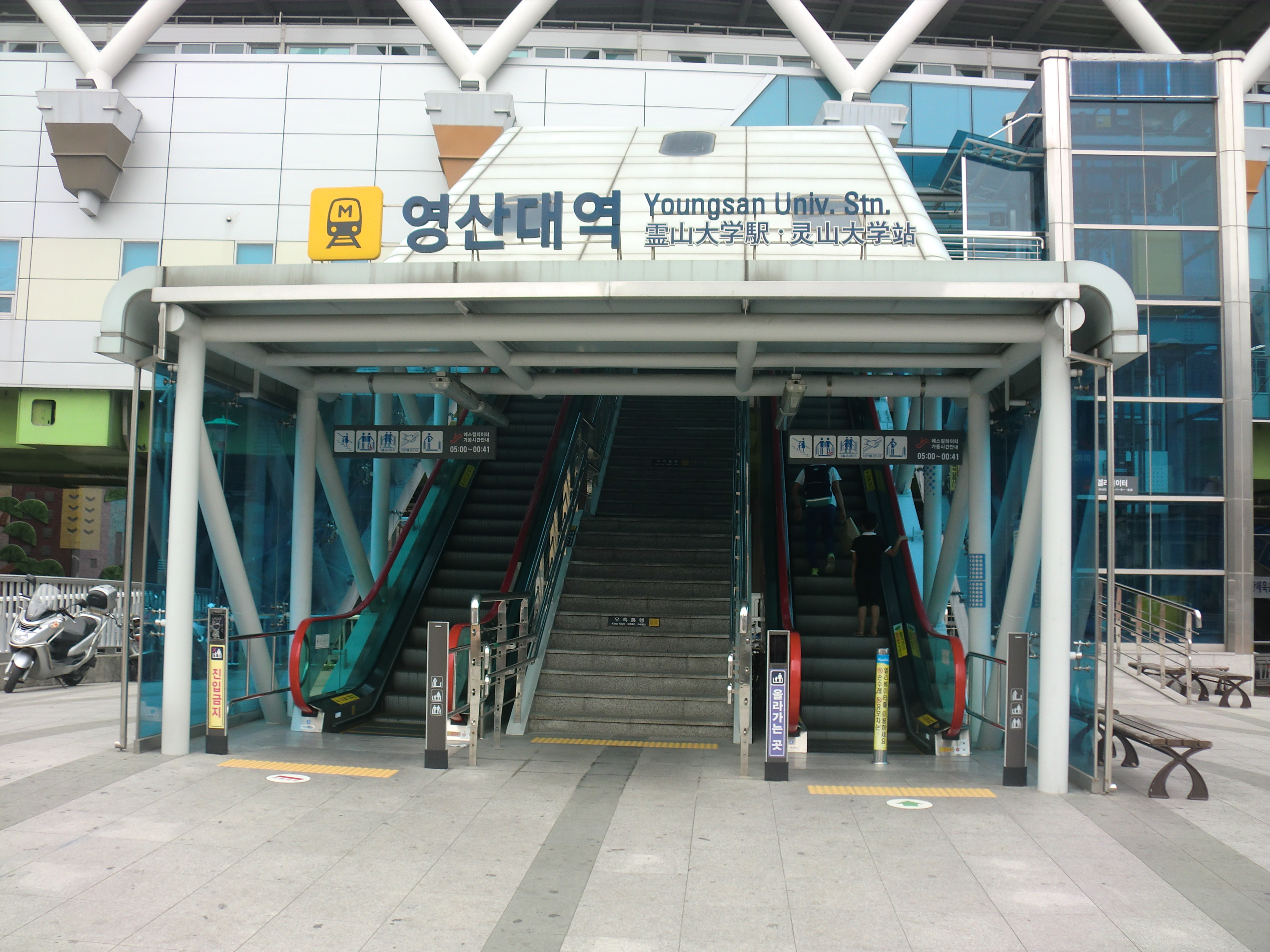
2號出口

## 相鄰車站
釜山交通公社
●釜山都市铁道4号线
石坮（410）－靈山大學（411）－上盤松（412）